# Pioneer 7
Pioneer 7, también denominada Pioneer B, fue una sonda espacial de la NASA lanzada el 17 de agosto de 1966 mediante un cohete Delta desde Cabo Cañaveral.
Pioneer 7 fue la segunda sonda de una serie de sondas (formada por Pioneer 6, Pioneer 8, Pioneer 9 y Pioneer E, con las que trabajó conjuntamente) con la misión de realizar el primer estudio detallado del viento solar, el campo magnético interplanetario y los rayos cósmicos, proporcionando datos prácticos sobre las tormentas solares.
La sonda estaba estabilizada por rotación, con un giro de 60 rpm y con el eje de giro perpendicular al plano de la eclíptica. Tenía forma de cilindro recubierto de células solares del cual sobresalen antenas y mástiles. Disponía de una antena direccional de alta ganancia, pudiendo transmitir a 512, 256, 64, 16 u 8 bps o bits por segundo. El formato del envío de datos era seleccionable entre cuatro posibles modalidades, con tres de esas cuatro aptas para el envío de datos científicos (32 palabras de 7 bits por trama). La otra modalidad era utilizada para enviar telemetría sobre el estado de la sonda. A su vez, se disponía de cuatro modos de operación:
- Tiempo real: los datos eran obtenidos y transmitidos directamente, sin ser almacenados, según la velocidad de envío y la modalidad seleccionada.
- Almacenamiento de telemetría: los datos eran guardados y enviados simultáneamente, según la velocidad de envío y la modalidad seleccionada.
- Almacenamiento del ciclo de trabajo: se recogía y guardaba una única trama de datos científicos a la mayor velocidad posible, 512 bps; el intervalo entre la recogida y almacenamiento de sucesivas tramas era seleccionable a entre 2 y 17 minutos, con una capacidad total para almacenar datos  hasta durante 19 horas.
- Lectura de memoria: se enviaban los datos leyéndolos de la memoria de la sonda, enviándolos a la velocidad adecuada según la distancia de la nave a la Tierra.

El último contacto con la Pioneer 7 tuvo lugar el 31 de marzo de 1995, determinándose que tras 29 años en el espacio sólo uno de los instrumentos originales seguía en funcionamiento.